# Устьинский наслег
Устьинский наслег — сельское поселение в Сунтарском улусе Якутии Российской Федерации.
Административный центр — село Устье.

## История
Статус и границы сельского поселения установлены Законом Республики Саха (Якутия) от 30 ноября 2004 года N 173-З N 353-III «Об установлении границ и о наделении статусом городского и сельского поселений муниципальных образований Республики Саха (Якутия)».

## Население
| 2002 | 2011 | 2012 | 2013 | 2014 | 2015 | 2016 |
| ---- | ---- | ---- | ---- | ---- | ---- | ---- |
| 406  | ↘337 | ↘332 | ↗344 | ↘333 | ↘331 | ↘329 |
| 2017 | 2018 | 2019 | 2020 | 2021 |      |      |
| ↘317 | ↘300 | ↗301 | ↗305 | ↗311 |      |      |

## Состав сельского поселения
| № | Населённый пункт | Тип населённого пункта       | Население |
| - | ---------------- | ---------------------------- | --------- |
| 1 | Устье            | село, административный центр | ↗311      |